# Gynoplistia spinigera
Gynoplistia spinigera är en tvåvingeart som beskrevs av Alexander 1922. Gynoplistia spinigera ingår i släktet Gynoplistia och familjen småharkrankar. Inga underarter finns listade i Catalogue of Life.